# Kristof Van Hout
Kristof Van Hout (Lommel, 1987. február 9. –) belga labdarúgó, jelenleg a Standard Liège kapusa. Jelenleg ő a legmagasabb hivatásos labdarúgó a világon.

## Pályafutása
2004-ben a belga K.F.C. Verbroedering Geel együttesétől a holland élvonalban szereplő Willem II Tilburg junior csapatához igazolt. 2009. augusztus 9-én három évre szóló szerződést írt alá a Standard Liège-el.

## Külső hivatkozások
- A legmagasabb hivatásos labdarúgó a világon
- Guardian Football
- Footgoal Profile